# 松田英紀
松田 英紀（まつだ ひでき、1950年12月21日 - ）は、RKB毎日放送専務取締役。

## 経歴
『RKBニュースワイド』のキャスター就任前は制作畑。テレビ編成局編成部長（2002年頃）、報道局長・解説委員長（2006.6）、取締役メディア事業局長（2008.6）、取締役報道制作センター長（2012.1）、常務取締役報道制作センター長（2012.6）を経て、2014.6.27より現職。

## 担当作品
- RKBニュースワイド（メインキャスター 1993.10.4-1994.4.1）[5]
- 夕方放送局 今日もやっぱり基樹です（ニュース担当 1994.4.4-1994.9）[5]
- RKBももち丸（プロデューサー 1997.9.29-1998.8.21）[5]
- 感染列島（製作委員会共同統括 2009.1.17公開、東宝）[6]
- 僕らのワンダフルデイズ（製作 2009.11.7公開、角川書店）
- 食堂かたつむり（製作 2010.2.6公開、東宝）[7]
- あしたのジョー（製作 2011.2.11公開、東宝）[8]